# Різдво у Гаїті
Різдво Христове у Республіці Гаїті характеризується пошуком різдвяної ялинки на початку грудня, хоча пластикові ялинки стають все більш поширеними. Будинки прикрашають, а під ялинкою часто встановлюють вертеп.
На Святвечір діти виставляють на вулицю свіжовимиті черевики та набивають їх соломою. За легендою, саме Санта-Клаус замінює солому різдвяними подарунками.
Багато будинків відчинені до 3-ї години ночі, в них горять свічки. Дітей часто випускають з дому посеред ночі й батьки не завжди знають, де вони будуть наступного ранку, оскільки старші діти повинні доглядати за молодшими.
Багато людей відвідують опівнічну службу в церкві, і популярною традицією є вихід на вулицю та колядування. Після богослужіння люди приходять додому і їдять головну різдвяну страву.
На Різдво багато хто спить допізна, після нічних святкувань. Проте люди багато їдять, а діти граються іграшками, які отримали у подарунок на Різдво.